# Pyrenaearia cotiellae
Pyrenaearia cotiellae is een slakkensoort uit de familie van de Hygromiidae. De wetenschappelijke naam van de soort is voor het eerst geldig gepubliceerd in 1906 door Fagot.